# 412 Elisabetha
412 Elisabetha eller 1896 CK är en asteroid i huvudbältet, som upptäcktes 7 januari 1896 av den tyske astronomen Max Wolf. Den har fått sitt namn efter Wolf's mor Elise Wolf.
Asteroiden har en diameter på ungefär 96 kilometer.